# Музей денег Центрального банка Черногории
Музе́й де́нег Центра́льного ба́нка Черного́рии (черног. Muzej novca Centralne banke Crne Gore) — музей в Цетине, посвященный истории денежного обращения в Черногории, инициированный Центральным банком Черногории. Открыт 11 апреля 2012 года в здании бывшего Черногорского банка — первого центрального банка Черногории.